# Vanessa Penuna
Vanessa Penuna (21 de noviembre de 1995, Fresno, California, Estados Unidos) es una futbolista estadounidense de ascendencia cubana, se desempeña como mediocampista.

## Trayectoria
- Fresno Freeze (2014-2018)
- San Francisco State Gators (2014-2017)
- Fresno FC (2018)
- River Plate (2019-2021)
- Deportivo Toluca (2022-2023)